# Maria Anna af Bayern (1551–1608)
Maria Anna af Bayern , (født 21. marts 1551 i München, døde 22. april 1608 i Graz) , var ærkehertuginde af indre Østrig, gift den 26. august i Wien med ærkehertug Karl II af indre Østrig. Hun var datter af hertug Wilhelm IV i Bayern og Maria af Baden-Sponheim.
I deres ægteskab, fik Karl og Maria Anna femten børn
Børn: 
- Ferdinand (15. juli 1572 - 3. august 1572).
- Anna af Steiermark (16. august 1573 - 10. februar 1598) – 1592 gift med Sigismund, konge af Sverige og Polen
- Maria Christina (10. november 1574 – 6. april 1621) – gift med Sigismund Báthory
- Catherine Renata (4. januar 1576 - 29. juni, 1599).
- Elisabeth (13. marts 1577 - 29. januar, 1586).
- Kejser Ferdinand II (9. juli 1578 - 15. februar 1637) – 1. gift med Anna Maria af Bayern (1574-1616) – 2. gift med Eleonore af Gonzaga (1598-1655)
- Charles (17. juli 1579 - 17. maj 1580).
- Gregoria Maximiliana (22. marts 1581 – 20. september 1597)
- Eleanor (25. september 1582 – 28. januar 1620), nonne.
- Maximilian Ernest (17. november 1583 – 18. februar 1616), Teutonrytter.
- Margareta af indre Østrig (25. december 1584 - 3. oktober 1611) – gift med Filip III, konge af Spanien.
- Ærkehertug Leopold V af Tyrolen (9. oktober 1586 - 13. september 1632), biskop i Passau og Straßburg – gift med Claudia de Medici (1604–1648)
- Konstantia af indre Østrig (24. december 1588 – 10. juli 1631) – 1602 gift med Sigismund, exkonge af Sverige og konge af Polen
- Maria Magdalena af indre Østrig (7. oktober 1589 - 1. november 1631) – 1608 gift med Cosimo II de' Medici
- Ærkehertug Karl af indre Østrig (7. august 1590 – 28. december 1624) – Biskop i Wroclaw og Brixen samt tyske Ordens Grand Master